# Mølnarodden
Mølnarodden est une localité du comté de Nordland, en Norvège.

## Géographie
Administrativement, Mølnarodden fait partie de la kommune de Flakstad.